# L'altra realtà
La scacchiera sterminata (The Fairy Chessman) è un romanzo fantascientifico composto da Henry Kuttner sotto lo pseudonimo di Lewis Padgett e serializzato in due puntate in Astounding Science Fiction di gennaio e febbraio 1946. È stato tradotto in italiano per la prima volta da Stanis Marvel entro il volume doppio Scacchiera sterminata, I Romanzi del Cosmo 8, Ponzoni Editore, gennaio 1958. 
Una successiva traduzione italiana di Marco Pinna si è intitolata L'altra realtà (The Far Reality, titolo alternativo dell'edizione in volume Consul Books, 1963) ed è apparsa in Urania 1132, Arnoldo Mondadori Editore, 29 Luglio 1990.

## Trama
Dopo lo scoppio della seconda guerra mondiale, il mondo si trova all'interno di un nuovo conflitto tra Statunitensi e Falangisti (abitanti dell'Europa).
Durante questo scontro, gli scienziati DuBrose e Pell vengono incaricati di risolvere un'equazione in grado di conferire immensi poteri a chi la comprende. Ben presto scoprono la pericolosità dello studio di tale equazione, in quanto il suo studio risulta in grado di fare impazzire o suicidare tutti coloro che tentano di comprenderla. Durante la loro ricerca di una mente così brillante da comprenderla senza impazzire, scoprono che il Dottor Pastor è il primo a riuscire nell'impresa. In un primo momento Pastor decide di mostrare il risultato ottenuto, facendo scomparire parte del suo laboratorio, successivamente decide di fare letteralmente scomparire Pell. Lo scienziato, sentitosi braccato, decide di utilizzare la sua conoscenza per aiutare i Falangisti a vincere la guerra.
A seguito di successive ricerche, DuBrose riesce a trovare un altro scienziato, Wood, in grado di comprendere l'equazione e capire che tale equazione può essere annullata da una controequazione.
A seguito della fuga di Pastor, si scopre che esso proviene dal futuro ed ha un unico obbiettivo: combattere e vincere. A seguito dello scontro finale tra Wood e Pastor, viene inserito anche il potere psichico di Van Ness, un soggetto mutante, impazzito a seguito dello sviluppo di poteri ETP (poteri extra temporali), che lo rendono in grado di percepire il passato presente e futuro nello stesso momento.
Pastor viene fermato e reso impotente.
Cameron, il direttore del dipartimento Psichico, dopo aver compreso equazione e controequazione, si rende conto del potere che possiede e sa che un nemico lo sta osservando. Quando cerca di uscire dal suo ufficio, si trova bloccato dentro di esso, con un occhio che lo fissa dalla serratura della sua porta.

## Edizioni
- Henry Kuttner, La scacchiera sterminata, collana I romanzi del Cosmo n° 8, Ponzoni Editore, 1958,  p. 160.
- Henry Kuttner, L'altra realta, collana Urania n° 1132, Cles, Arnoldo Mondadori Editore, 1990,  p. 144.